# Dimos Ilida
Dimos Ilida (Ilida (Dimos Ilidas)) är en kommun i Grekland.   Den ligger i prefekturen Nomós Ileías och regionen Västra Grekland, i den södra delen av landet, 200 km väster om huvudstaden Aten. Antalet invånare är 36 275.